# Joe Henderson
Joe Henderson (24 tháng 4 năm 1937 – 30 tháng 6 năm 2001) là một nhạc công saxophone jazz người Mỹ. Trong sự nghiệp kéo dài hơn 40 năm của mình, Henderson đã hợp tác với nhiều nhạc công danh tiếng nước Mỹ và thu nhạc cho nhiều hãng đĩa đáng chú ý, gồm cả Blue Note.

## Tiểu sử

### Niên thiếu
Henderson được sinh ra tại Lima, Ohio trong một gia đình gồm 5 chị em và 9 anh em, là con trai của Dennis và Irene (nhủ danh Farley). Bố mẹ và anh trai James T. là người đã khuyến khích ông học nhạc. Thuở đầu, Henderson tiếp cận với trống, piano, saxophone và soạn nhạc. Theo Kenny Dorham, hai giáo viên piano địa phương đã cho ông hiểu biết ban đầu về loại nhạc cụ này. Tay trống John Jarette là người đã đưa Henderson đến với âm nhạc của Lester Young, Stan Getz, Dexter Gordon và Charlie Parker. Ông cũng yêu thích Flip Phillips, Lee Konitz và Jazz at the Philharmonic, tuy nhiên, Parker đã trở thành nguồn cảm hứng lớn nhất của ông.
Khi mười tám tuổi, Henderson hoạt động trong giới jazz Detroit, chơi nhạc trong những jazz session cùng những ngôi sao từ New York. Khi theo học lớp chơi sáo và bass tại Đại học Wayne State, ông tiếp tục phát triển kỹ năng saxophone và soạn nhạc dưới sự hướng dẫn của Larry Teal tại Trường nhạc Teal. Cuối năm 1959, ông thành nhóm nhạc đầu tiên. Những người bạn cùng lớp như Yusef Lateef, Barry Harris và Donald Byrd chắc chắn cũng đã truyền cho ông nguồn cảm hứng chất định. Ông cũng học nhạc tại Đại học Kentucky State.

### Blue Note
Từ năm 1963 tới 1968, Henderson xuất hiện trên gần ba mươi album cho hãng Blue Note, năm trong số đó được phát hành dưới tên ông. Ông đã thực hiện những đĩa nhạc hard-bop bình thường (Page One, 1963) và cả những album có tính "thăm dò" hơn (Inner Urge và Mode for Joe, 1966). Henderson cũng có vị trí đánh chú ý trong nhiều album cột mốc của hãng đĩa, gồm Song for My Father của Horace Silver, The Prisoner của Herbie Hancock, The Sidewinder của Lee Morgan, những album của Andrew Hill (Black Fire, 1963 và Point of Departure, 1964) và Basra của Pete La Roca.